# ألتيما أون لاين
ألتيما أون لاين هي لعبة متعددة اللاعبين على الإنترنت، صدرت في 24 سبتمبرعام 1997 من قبل «أوريجين سيستمز».
تقع أحداث اللعبة في كون «ألتيما» الخيالي وتُعرف بنظام قتال اللاعبين ضد بعضهم بشكل واسع، منذ إصدارها أُضيف إليها 8 حزم توسيع، وحزمة معززة، وعشرات التحديثات المجانية، وإصدارها ألتيما أون لاين: كينغدوم ريبورن في عام 2007 قد أطلق محركًا جديدًا للعبة مع تأثيرات بصرية مطورة.

## اللعب
استمرت ألتيما أون لاين باتباع أسلوب ألعاب ألتيما السابقة بعدة طرق، ولكن بسبب التقدم التكنولوجي والحقيقة البسيطة التي تتمثل بكون هذه اللعبة هي أول لعبة مستمرة لشركة أوريجين على الإنترنت، فقد ظهرت آليات جديدة عديدة لها، وهذه اللعبة صُممت بشكل جزئي كتجربة اجتماعية واقتصادية، فكان عليها أن تأخذ بعين الاعتبار تفاعل اللاعبين على نطاق واسع، والتعامل مع شعورهم بأنهم مركز الاهتمام، كما الحال في الألعاب التي تعتمد نظام اللاعب الواحد.

### العوالم
بدأت لعبة ألتيما أون لاين بعالم واحد، وله حزم توسع محددة والتي تمنح مساحة أرض إضافية وعوالم جديدة. أما العالم الثاني فقد كان «لوست لاندس»، مع أراضٍ إضافية وأبراج محصنة ومخلوقات وتضاريس. وكان العالم الثالث هو «تراميل»، وهذا التعدد قاد المطورين لتمييز العالم الأصلي بجعل بيئته أكثر كآبة وسموه «فلوكا».
كِلا الخادمين المستخدمين كانا من النوع العادي في عالمي تراميل «لاعب ضد لاعب توافقي- في حالة التراضي» وفلوكا «لاعب ضد لاعب غير توافقي– بدون تراضٍ»، خوادم مجموعة الأوامر والحصار في «لاعب ضد لاعب» غير توافقية وبدون تأمين للعناصر. تدعم خوادم الحصار منفذًا للاعب واحد على كل حساب، مع تحديدٍ وتقييد لطرق السفر وغيرها من القيود.
تشمل عوالم ألتيما أون لاين ما يلي:
- فلوكا: العالم الأصلي والذي طُور ليشمل الأشجار الميتة وشواهد القبور لتمييزه. قواعده أكثر قسوة إذ يشيع قتل اللاعب فيه.[5]
- تراميل: يدعم مجموعة قواعد لا تسمح بـ«لاعب ضد لاعب» غير التوافقي، أو أرض مفتوحة إضافية لسكن اللاعب.
- إلشينار: أضيفت الأبراج المحصنة والوحوش وطُورت لتشمل أراضي جديدة، وأكثر من 30 مخلوقًا جديدًا «صممه تود مكفارلين».
- مالاس: تشمل حلبة «لاعب مقابل لاعب» ومساحة لـ 1500 منزل جديد. برزت فيها دنجن دوم «زنزانة الموت»، وهي أكبر زنزانة في ذلك الوقت، ومدينتان هما: لونا «مدينة بالادينس» وأومبرا«مدينة نيكرومانسرز». مالاس هي مجموعة من الجزر التي تطفو في فراغ مليء بالنجوم وتتميز بأسلوب فني أكثر قتامة. ويشاد بها بسبب تنوع الكائنات والخصائص الجغرافية.
- توكونو: هي مجموعة من الجزر مستمدة من اليابان الإقطاعية.
- تير مور: أرض الغرغويلز. تتميز العاصمة تير مور بمساحة منازل اللاعبين.[6]
- فالي أوف إيودون: وادٍ بدائي على غرار ما قبل التاريخ، كتلة من الأرض فيها ديناصورات وقرود عملاقة.

## التطوير

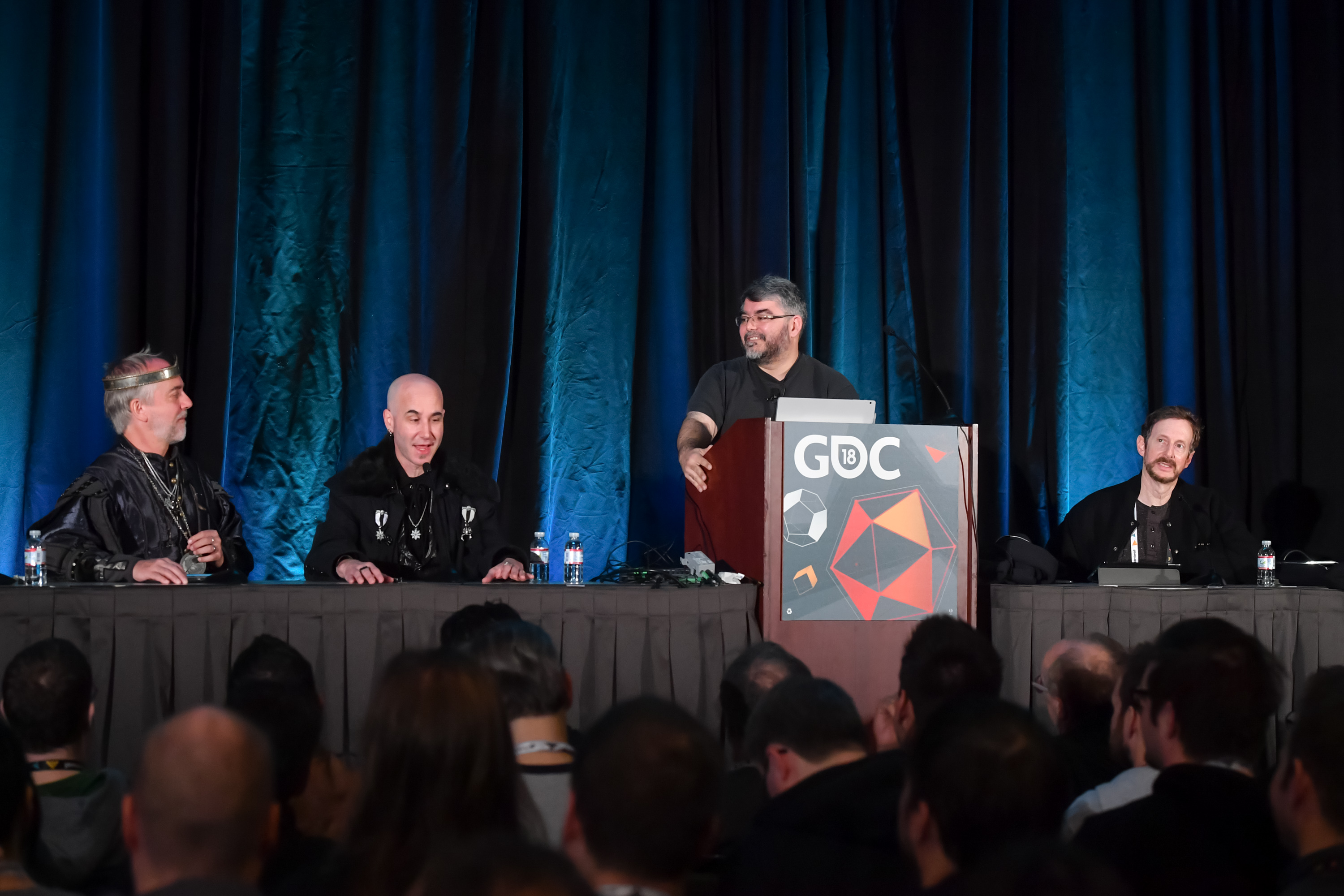
و من هذه الصوره يتوضح لنا تفاعل ادارة لعبة ألتيما أون لاين في مساعدة الجمهور علي الانضمام الي اللعبة

ألتيما أون لاين هي مُنتج يستند على فكرة ريتشادر غاريوت التي تتمحور حول آلاف اللاعبين الذين يمكنهم اللعب معًا في عالم خيالي مشترك. سمحت الألعاب السابقة لمئات الأشخاص باللعب في نفس الوقت، بما في ذلك لعبة هابيتات «اختُبر تجريبيًا عام 1986» ولعبة ذا ريلم أون لاين، ونيفيروينتر نايتس «إصدار إيه أو إل» ولعبة ميرديان 59؛ لكن ألتيما أون لاين قد فاقت هذه الألعاب بشكل كبير من ناحية الرسوم وآليات اللعبة. علق غاريوت قائلًا: «كان من المهم للغاية بالنسبة لنا أن تكون لعبة ألتيما أون لاين ذات موضوع وقصة ومهمة -لكي تدعم نشاطًا أكبر وأوسع. لا نريد أن يكون اللاعب متحكمًا به أو مسيطرًا عليه، نريدها أن تكون تجربة ذات بعد آخر مع كل الميزات التي يتوقعها الناس من ذلك. وأعتقد أن ألتيما أون لاين ستكون أول عالم افتراضي كامل يمكن للناس أن يعيشوا فيه حياة إضافية». كان الهدف من اللعبة تقديم أكبر قدر ممكن من الحرية للاعب. الفريق الأولي للعبة كان يتألف من غاريوت، وستار لونغ، وريك ديلاشميت، وسكوت فيليبس، ولاحقًا انضم راف كوستر إليهم؛ والذي أصبح المصمم الرئيسي.
كتب كوستر «رسائل مصمم» للعامة وعادة ما كان ينشرها باسمه المستعار ديزاينر دراغون «المصمم التنين». وقد استمد كوستر إلهامه من ألعاب الإنترنت الرائدة مثل لعبة دارتمد.
بدأ المشروع في عام 1995 وقُدم للجمهور في معرض ترفيه إلكتروني باسم ألتيما أون لاين: شاترد ليغاسي في مايو عام 1996. وقالت شركة أوريجين إن لديها أكثر من 3000 مشارك في اختبار ألفا الأولي للعبة. كانت تكلفة التطوير أكبر بكثير من ألعاب الكمبيوتر التقليدية، إذ اعتمد على الأشخاص الذين يصلون إلى الخوادم عبر المودم. تضمنت ميزات ألتيما أون لاين الأولية سكن اللاعب الثابت، وتطور الشخصية المبني على المهارات «بدون مستويات أو مراحل»، واقتصادًا قائمًا على الحرفة ويستمد من اللاعب، ومعارك غير مقيدة للاعب ضد لاعب.

كان من المفترض إضافة محرك حياة اصطناعي إلى اللعبة. أعلنت معاينة أن الأحداث البيئية في اللعبة ستؤثر على سلوك الحيوانات، ما قد يخلق إمكانيات جديدة للمغامرة بطريقة عضوية. لكن هذه الميزة لم تتجاوز مرحلة الإصدار التجريبي. إذ أوضح غاريوت: 
كنا نظن أن هذا رائع. لقد بذلنا قدرًا كبيرًا من الوقت والجهد فيه. ولكن ما حدث هو أن جميع اللاعبين دخلوا وقتلوا كل شيء، وحدث هذا بسرعة كبيرة لدرجة لم تسمح للعبة بإعادة الإنتاج بسرعة كافية لجعل المحاكاة تبدأ. هذا الشيء الذي بذلنا فيه كل الوقت لم يلاحظه أحدٌ أبدًا، أبدًا، وفي النهاية كما تعلمون أخرجناه من اللعبة مع قليل من الحزن. 

### بيتا واغتيال لورد بريتيش
كان لورد بريتيش هو الأنا البديل لغاريوت في اللعبة، والذي قُتل أثناء ظهوره في المباراة التجريبية في اختبار ألتيما أون لاين التجريبي في 9 أغسطس عام 1997. أثناء اختبار إجهاد التعداد على الخادم قامت شخصية اللاعب المعروفة باسم رينز بإلقاء تعويذة «فاير فيلد» التي قتلت لورد بريتيش. ألقى المنتج ستار لونغ باللوم على خطأ بشري: شخصية لورد بريتيش، مثل الآخرين، أصبحت معرضة لهذا النوع من الهجوم ولكن حسب التصميم لم يستمر هذا الأمرعبر عدة جلسات للعبة. حين تعطل الخادم قبل وقت قصير من الحادث، نسي غاريوت إعادة ضبط حالة الحماية. وبعد فترة وجيزة حظر المسؤولون حساب رينز من الاختبار التجريبي بسبب استغلاله للأخطاء بشكل متكرر بدلًا من الإبلاغ عنها. ووفقًا لأوريجين لم يُحظر بسبب اغتيال لورد بريتيش، بل بسبب الشكاوى السابقة على حسابه وأبرزها هذه الحادثة. احتج لاعبو النسخة التجريبية على حظر رينز وعلى إجراءات لاحقة قام بها لونغ والمطورون الأخرون، إذ استُخدمت شخصيته في اللعبة لقتل الشخصيات الأخرى التي شهدت الاغتيال عشوائيًا. سبتمبر عام 1997 الذي كان اليوم الأخير في الاختبار التجريبي الأصلي والذي أطلقت عليه «إم إم أو كرنش» الحدث الأبرز في تاريخ عالم ألعاب الحاسوب متعددة اللاعبين، وانتهى هذا الإصدار التجريبي بعنف، إذ عومل اللاعبون وفقًا لسيناريو نهاية العالم، فقام لوردات الظل والشياطين والمخلوقات الشريرة الأخرى بقتل كل شخصية تظهر أمامها.